# LHCf
El LHCf (Large Hadron Collider forward; en español, Gran Colisionador de Hadrones delantero) es un experimento del Gran Colisionador de Hadrones de propósito especial para la física de astropartículas (rayos cósmicos) y uno de los ocho detectores en el acelerador del LHC en el CERN. Los otros siete son: ATLAS, ALICE, CMS, MoEDAL, TOTEM, LHCb y FASER. El LHCf está diseñado para estudiar las partículas generadas en la región "delantera" de las colisiones, las que están casi directamente en línea con los haces de protones en colisión. Por lo tanto, consta de dos detectores, 140 m a cada lado del punto de interacción. Debido a esta gran distancia, puede coexistir con un detector más convencional que rodea el punto de interacción y comparte el punto de interacción IP1 con el experimento ATLAS de uso general mucho más grande.

## Propósito

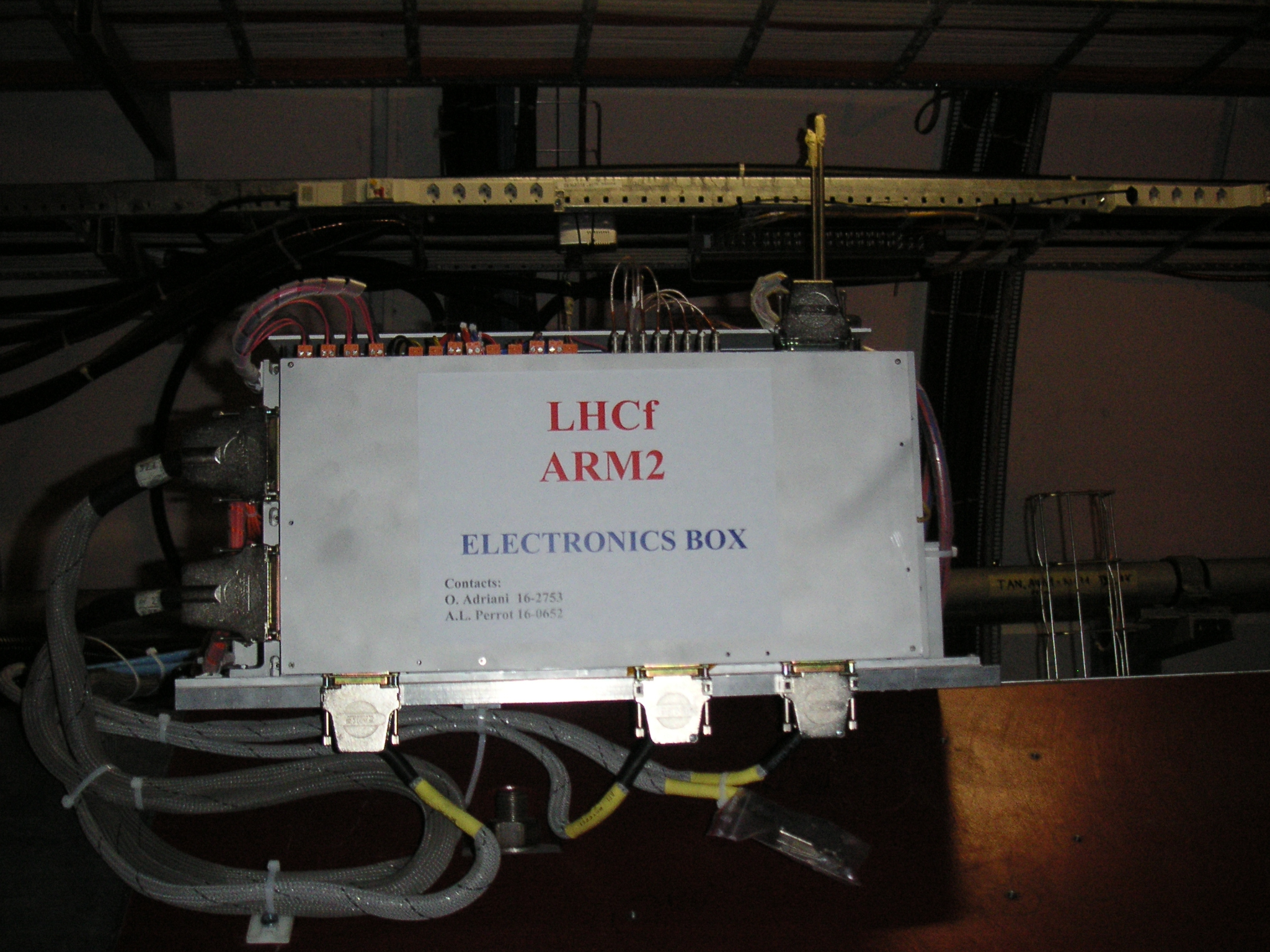
El experimento LHCf, el más pequeño de los siete experimentos en el LHC

El LHCf está destinado a medir la energía y el número de piones neutros (π0
) producido por el colisionador. Con suerte, esto ayudará a explicar el origen de los rayos cósmicos de energía ultra alta. Los resultados complementarán otras mediciones de rayos cósmicos de alta energía del Observatorio Pierre Auger en Argentina y el Proyecto Telescope Array en Utah.